# Chrysotachina verticalis
Chrysotachina verticalis là một loài ruồi trong họ Tachinidae.